# 소멸도시
소멸도시(일본어: 消滅都市, Afterlost, 애프터로스트, AFTERLOST)는 일본의 모바일 게임 시리즈이다. 매드하우스 스튜디오에서 각색한 애니메이션 TV 시리즈는 2019년 4월부터 6월까지 방영되었다.

## 구성
어느 날, 로스트의 도시가 갑자기 사라진다. 혼자 일하는 택배기사 타쿠야는 사건의 유일한 생존자인 의문의 소녀 유키를 만난다. 실종된 것으로 추정되는 유키의 아버지로부터 메시지를 받은 두 사람은 로스트를 향해 향한다.
서로를 알지 못함에도 불구하고 타쿠야와 유키는 생존하고 로스트에 도달하기 위해 함께 노력해야 한다. 그들과 맞서는 것은 그들이 진실을 알지 못하도록 막으려는 수수께끼의 조직이다.